# 格里尼美洲鱥
格里尼美洲鱥（學名：Notropis greenei），為輻鰭魚綱鯉形目雅羅魚科的其中一種，分布於北美洲美國密蘇里州南部、阿肯色州北部、奧克拉荷馬州東北部的密西西比河、密蘇里河流域，本魚呈長橢圓形且側扁，眼大、口近下位，體長可達7.5公分，棲息在沙石底質的溪流，生活習性不明。